# Barra do Piraí
Barra do Piraí è un comune del Brasile nello Stato di Rio de Janeiro, parte della mesoregione del Sul Fluminense e della microregione di Barra do Piraí.
Il comune è costituito dai seguenti distretti: Barra do Piraí (sede comunale), Califórnia da Barra, Dorândia, Ipiabas, São José do Turvo e Vargem Alegre.

## Amministrazione

### Gemellaggi
- Paola